# تيرينس بويد
تيرينس بويد (16 فبراير 1991 بريمن ألمانيا - ) هو لاعب كرة قدم أمريكي، يلعب كمهاجم.

## وصلات خارجية
تيرينس بويد على موقع الاتحاد الدولي (مؤرشف)  (الإنجليزية)
- تيرينس بويد على موقع الاتحاد الأوربي (الإنجليزية)
- تيرينس بويد على موقع الدوري الأمريكي (الإنجليزية)
- تيرينس بويد على موقع قاعدة بيانات كرة القدم.إي يو (الإنجليزية)
- تيرينس بويد على موقع ناشيونال فوتبول تيمز (الإنجليزية)
- تيرينس بويد على موقع Soccerway.com (الإنجليزية)
- تيرينس بويد على موقع عالم كرة القدم.نت (الإنجليزية)
- تيرينس بويد على موقع AS.com (الإسبانية)